# Pomnik Jana Korcza w Gorzowie Wielkopolskim
Pomnik Jana Korcza w Gorzowie Wielkopolskim – pomnik malarza Jana Korcza odsłonięty w 2010 r. w Gorzowie Wielkopolskim.

## Lokalizacja
Pomnik umieszczony jest na skwerze obok Kłodawki, przy zbiegu ulic Łokietka i Chrobrego. Pomysłodawcą lokalizacji rzeźby był artysta malarz i uczeń Jana Korcza, Juliusz Piechocki. Skwer ten uchodzi za jedno z ulubionych miejsc pracy Jana Korcza.
Autorką pomnika jest gorzowska artystka Zofia Bilińska. Model w gipsie powstał w jej pracowni pomiędzy czerwcem a wrześniem 2009 roku, na podstawie fotografii autorstwa Waldemara Kućki.

## Opis
Pomnik jest odlewem w brązie, o wadze 128 kilogramów i wysokości ok. 120 cm. Przedstawia on Jana Korcza siedzącego na kamieniu ze szkicownikiem opartym na kolanach i ołówkiem w dłoni. W bruku przy nogach umieszczono tablicę z napisem: "Jan Korcz. 01.01.1905 Sambor – 16.03.1984 Gorzów. Artysta malarz. Na obrazach uwiecznił Gorzów i okolice".